# 地図をつくった男たち
『地図をつくった男たち』（ちずをつくったおとこたち）は、日本国土の正確な地図を作り上げていった人々について付言した書籍である。著者は山岡光治で、2012年12月に原書房から刊行された。2022年10月に角川ソフィア文庫で新版再刊。

## 内容
明治維新間もない政府は、国勢の基盤情報である地図の脆弱さに直面していた。そして地図情報の整備製作を急務とし取り組み始めた。本書は『小笠原嶋総図』で活躍した小野友五郎、北海道の北端に位置する聲問（こえとい、現在の稚内市声問）で過酷な基線測量に従事した杉山正治など、明治時代に地図情報の整備に関わった技術者の群像をとりあげ、数々のエピソードを資料写真も交えて語る。

## 著者
著者の山岡光治（1945年 - ）は、国土地理院で中部地方測量部長を務めた経歴を持つ。